# 洛克希德L-1049超級星座式
洛克希德L-1049超級星座式（Lockheed L-1049 Super Constellation），是洛克希德公司在1951年到1958年生產的飛機。
为应对很成功的DC-6B在中短途更大载客量的竞争，超级星座飞机于1950年首飞。這款飛機也為美國海軍和美國空軍生產，分别称WV / R7V 与 C-121运输机。
下一代机型是1957年投入使用的洛克希德L-1649星際飛機。

## 型号

### 民用

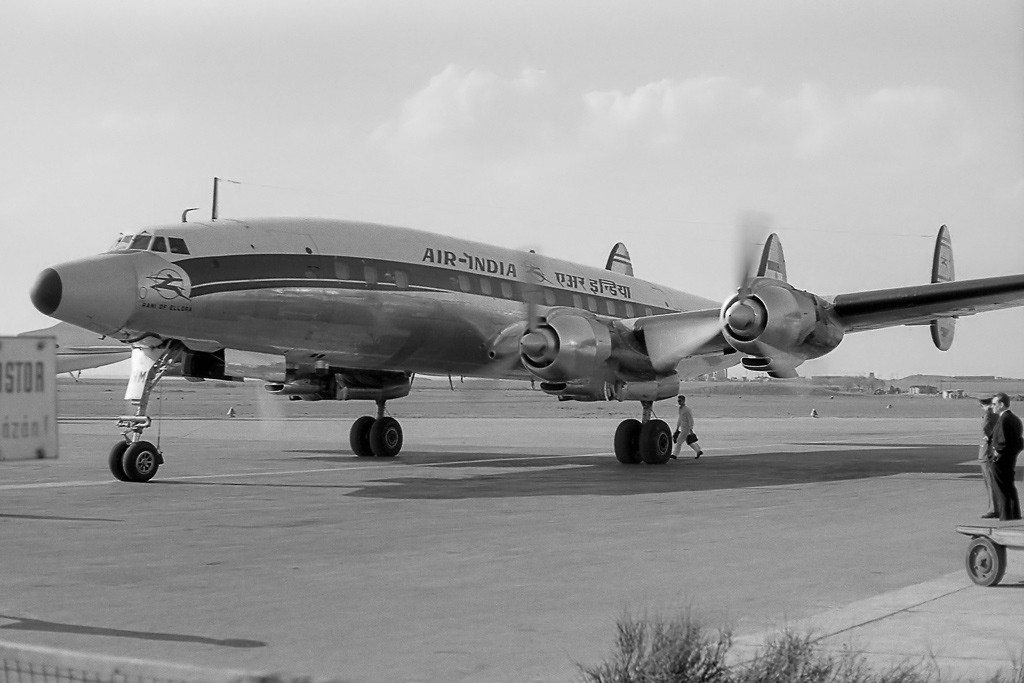
Air India was the first among Asian countries to operate a large fleet of Super Constellations, here is an L-1049G Super Constellation at Prague Airport

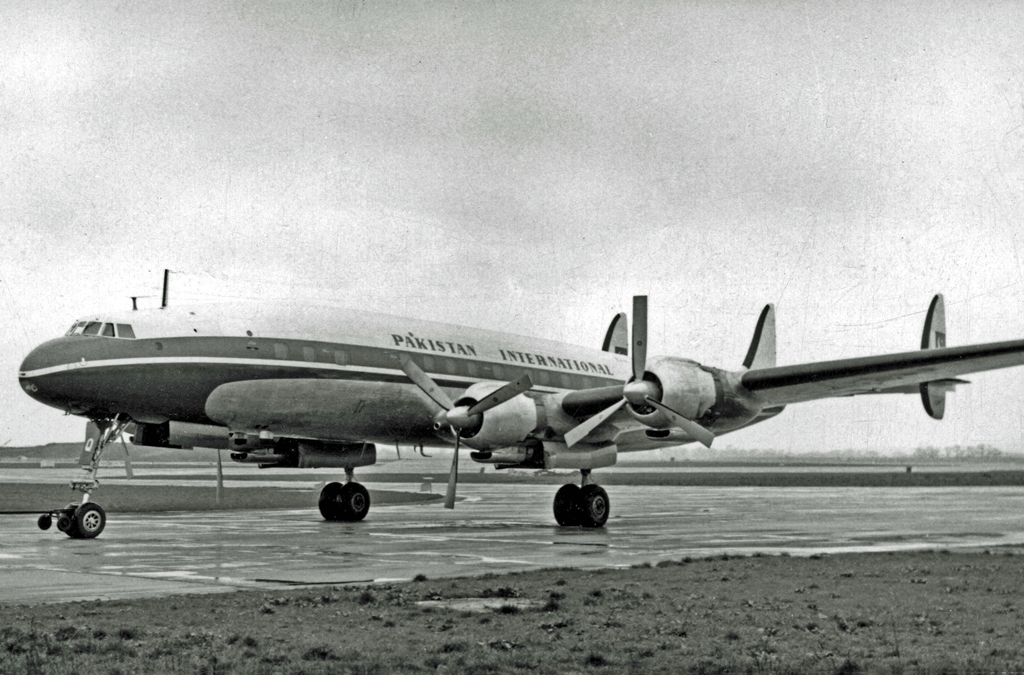
Pakistan International Airlines is one of the first Asian airlines to operate the Super Constellation, this Super Constellation was pictured at Heathrow Airport (1955)

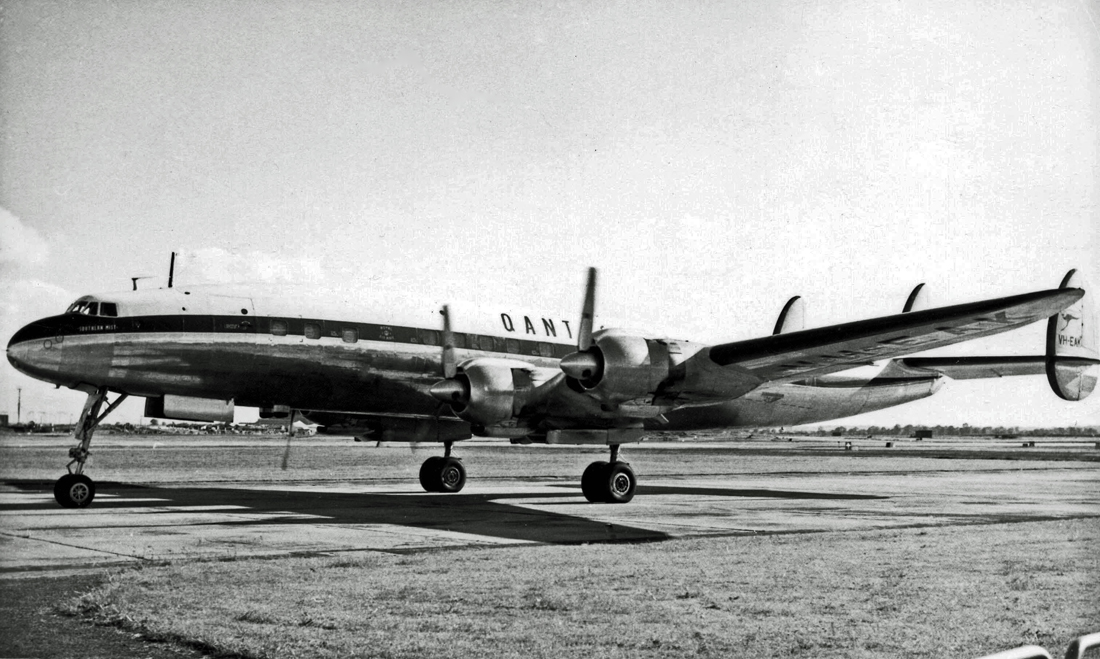
A Qantas Super Constellation

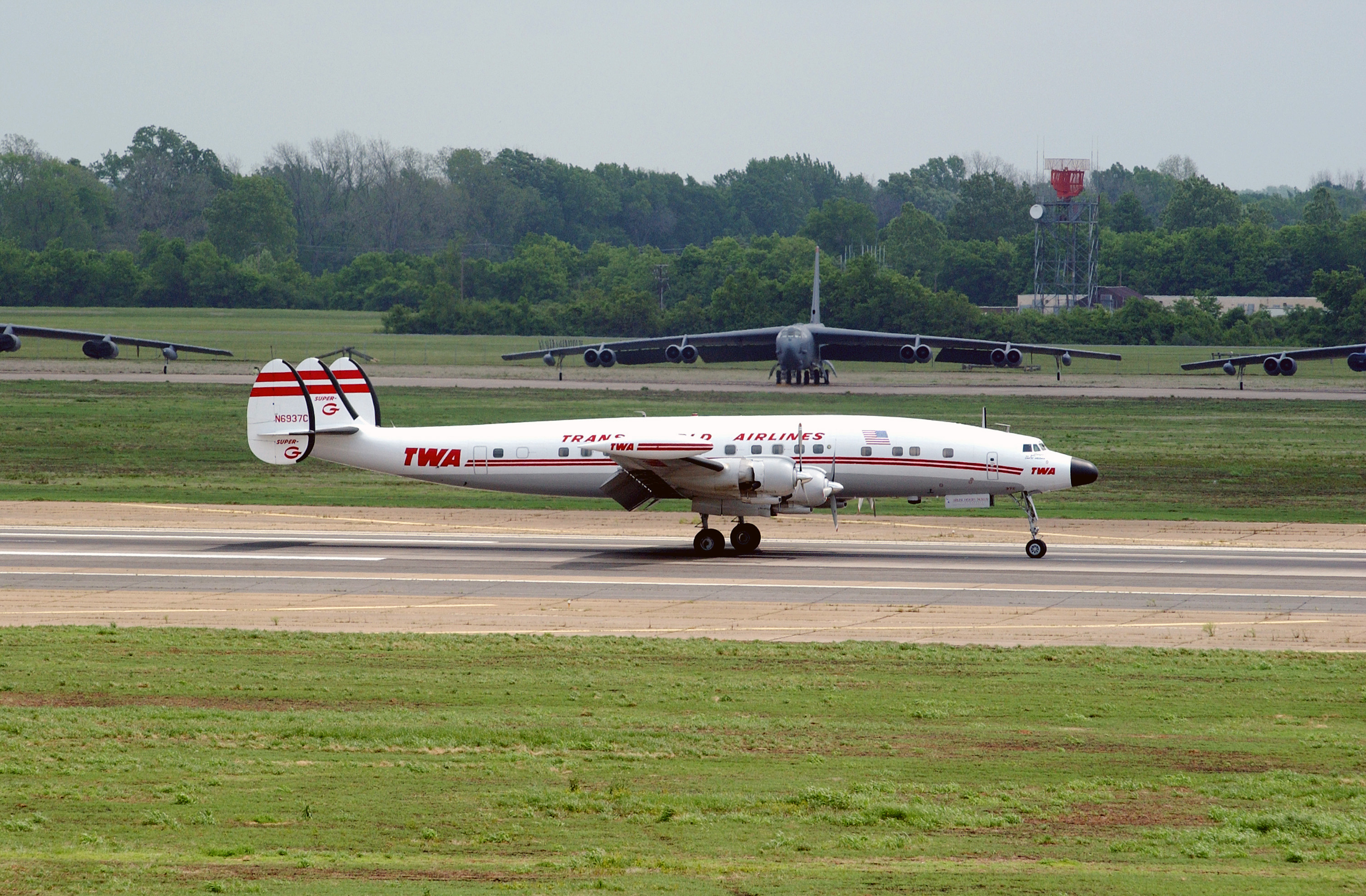
A restored L-1049H of the National Airline History Museum (previously Save-A-Connie) in full Trans World Airlines colors

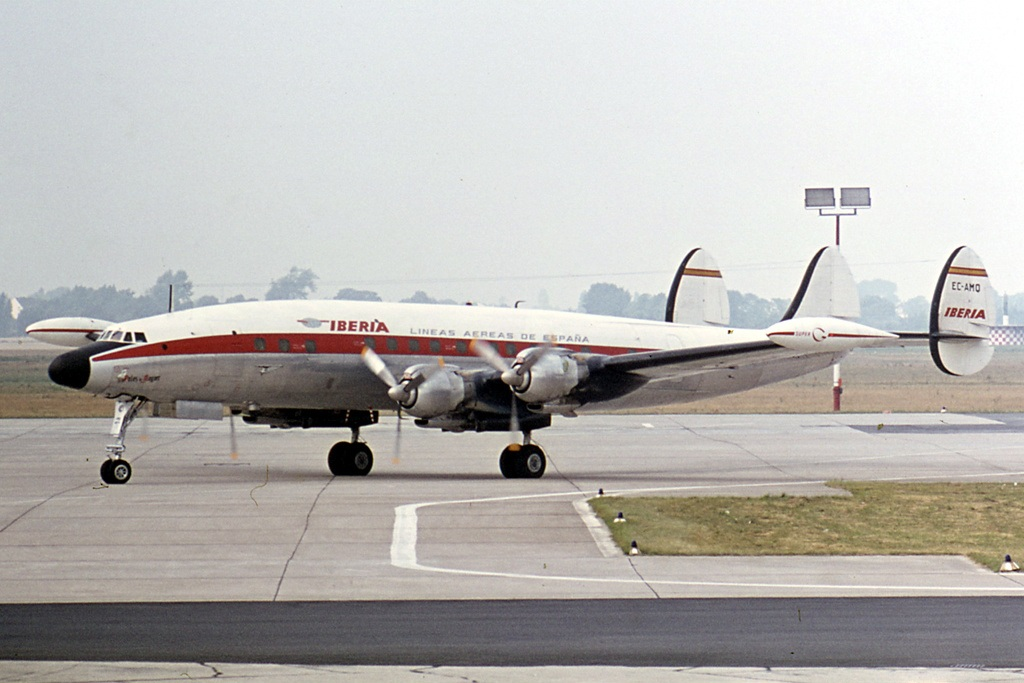
An Iberia L-1049G at Düsseldorf Airport.

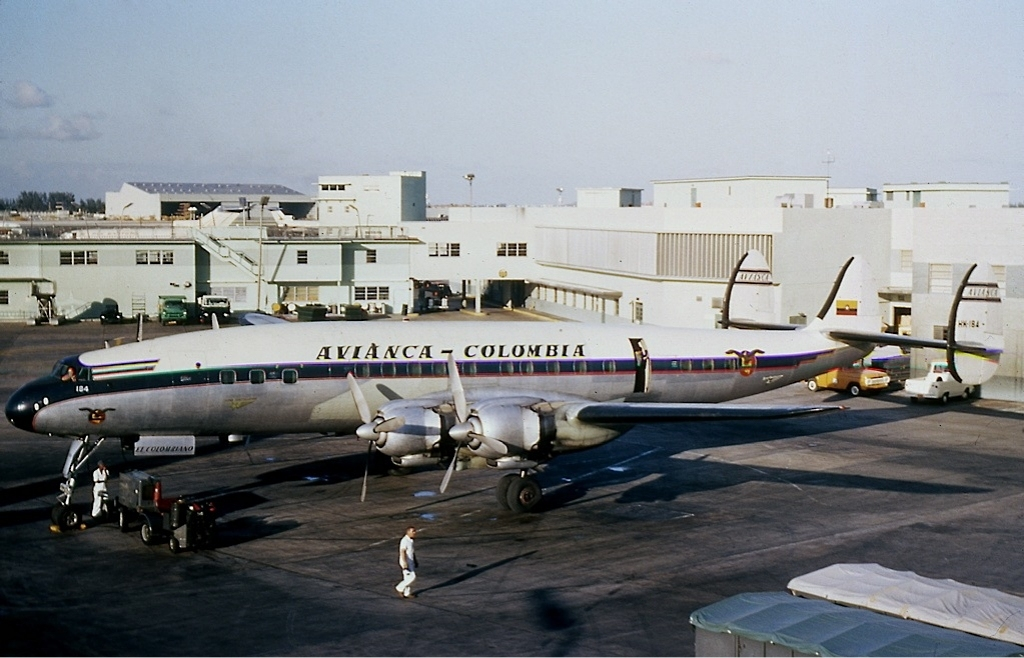
An Avianca L-1049G at Miami International Airport in February 1965.

L-1049
原形版，生产了24架。
L-1049C
L-1049B的民用版, 四发R-3350 972-TC-18DA-1 复合涡轮增压发动机。生产了48架。
L-1049D
海岸与西部航空公司订制的全货机。生产了4架。
L-1049E
L-1049D的客机版。生产了28架。
L-1049G
相较于L-1049C提高了最大起飞重量。采用四发R-3350 972-TC-18DA-3发动机。可选用翼梢油箱与气象雷达。昵称“超级G”。生产了104架。
L-1049G/01
里约格朗德航空定制的加长机翼型号。增加了最大起飞重量，采用R-3350 988-TC-18EA-3发动机。
L-1049H
L-1049G的客机/货机可转换型号。生产了53架。
L-1049H/01
飛虎航空定制版本，增加了最大起飞重量，采用R-3350 988-TC-18EA-3发动机。
L-1049H/02
采用不同的起落架、R-3350 988-TC-18EA-6发动机。生产了2架。
L-1049H/07
类似于L-1049H/02，生产了2架次。
L-1049J
相较于L-1049H/02加大翼展，并增加了额外的燃油箱。
L-1149
L-1049G与L-1049H改用Allison 501D 涡桨发动机。生产了4架交给军方评估。
L-1449
L-1049G加长机身，采用新机翼。
L-1549
L-1449加长版。

### 军用
L-1049A
WV-2空中预警机, WV-3气象观测机与RC-121D预警机的生产商型号。分别生产了142架、8架、72架。从1953年10月生产到1958年10月。
L-1049B
R7V-1（50架）, RC-121C（10架）与VC-121E的生产商型号。加强了地板，侧面开了两个货舱大门的运输机。
L-1049F
延长了起落架的C-121C的生产商型号。33架。
EC-121“College Eye”用于越战的空中预警机

## 技术规格 (L-1049C)

参考资料：Lockheed Constellation:From Excalibur to Starliner.
基本信息
- 机组：5 (机长, 副驾驶, 领航员, 空勤机务师, 无线电操作员)
- 容量：47-106 乘客
- 長度：113英尺7英寸（34.62）
- 翼展：123英尺（37）
- 高度：24英尺9英寸（7.54）
- 机翼面积：1,650平方英尺（153平方）
- 翼型：'翼根:' NACA 23018（英语：NACA airfoil）; 翼梢: NACA 4412（英语：NACA airfoil）[2]
- 空重：69,000英磅（31,298）
- 最大起飛重量：120,000英磅（54,431）
- 发动机：4台莱特R-3350 972-TC-18DA-1 Duplex-Cyclone（英语：Wright R-3350 972-TC-18DA-1 Duplex-Cyclone）18缸气冷星型活塞发动机，每台3,250匹馬力（2,420千瓦特）
- 螺旋桨：3桨叶恒速可顺桨螺旋桨

性能
- 最大速度：330英里每小時（531每小時；287節）
- 巡航速度：304英里每小時（489每小時；264節）
- 航程：5,150英里（4,475海里；8,288）
- 升限：25,700英尺（7,800）

## 另見
- 洛克希德星座